# Дело Чудновец

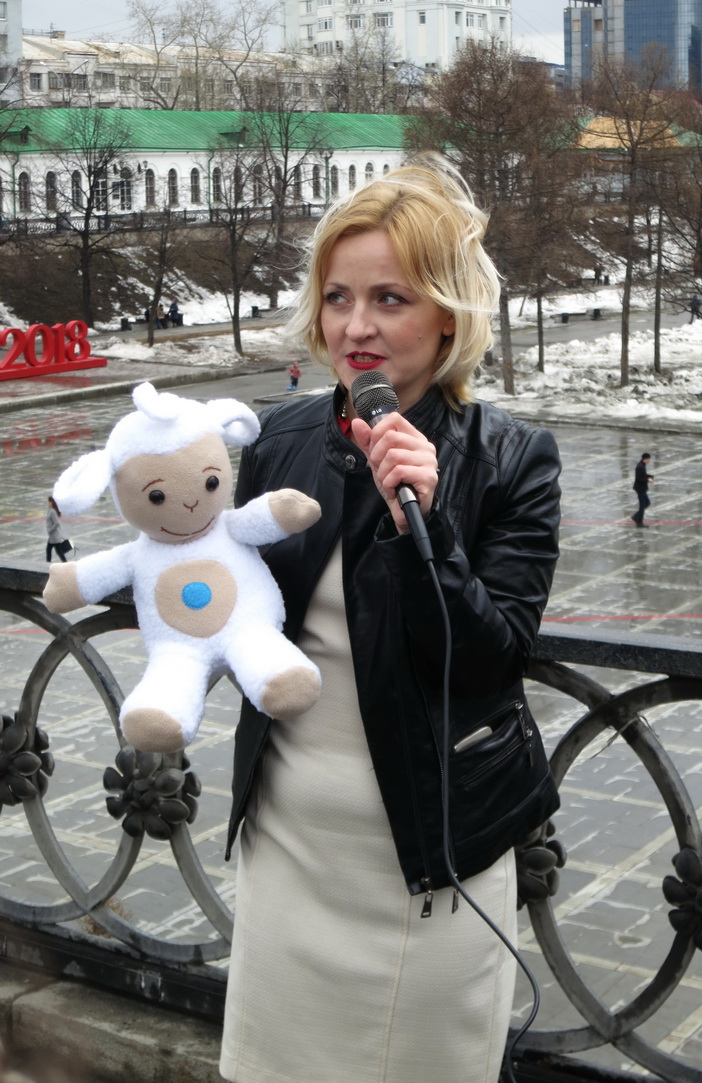
Евгения Чудновец на антикоррупционной акции протеста 26 марта 2017 года в Екатеринбурге

Де́ло Евге́нии Чуднове́ц — судебный процесс над общественной активисткой и сотрудницей детского сада Евгенией Аркадьевной Чудновец по обвинению в распространении детской порнографии, проходивший в 2016—2017 годах в России.
Евгения Чудновец сделала перепубликацию в закрытую группу трёхсекундного видеоролика, обнаруженного в социальной сети ВКонтакте на странице пользователя «Валерия Лиса», на котором, по её мнению, было запечатлено «непотребство», а именно ребёнок со спущенными штанами. Под перепубликацией Чудновец разместила осуждающий содержание видеоролика комментарий и обозначила, что знает, кто скрывается под фальшивым аккаунтом «Валерия Лиса». Через несколько часов Чудновец удалила ролик, так как заместитель детского лагеря «Красные Орлы» стала просить удалить публикацию. Однако факт публикации был зафиксирован сотрудником полиции Максимом Бетевым, который также скрывался под фальшивым аккаунтом в группе Чудновец и спустя примерно год стал основой для возбуждения уголовного дела против Чудновец за якобы имевшее место распространение детской порнографии. Закрытая группа ВКонтакте, которую создала Чудновец для публикования и обсуждения правозащитных роликов, а также для проведения журналистских расследований, не принимала подписчиков младше 18 лет. В группе состояли только активные жители города Катайска, которые помогали Чудновец в её правозащитной деятельности. Чудновец сначала проходила свидетелем обвинения против воспитательницы Татьяны Куршевой и вожатого Безбородова. После проведения собственного расследования Чудновец поняла, что вожатые не виноваты и мальчик на видео раздевался сам, а воспитатель Куршева сняла его на видео для того, чтобы показать маме мальчика, как он себя ведёт в отряде. Чудновец отказалась от участия в суде на стороне обвинения, и её перевели в статус обвиняемой. Решением суда первой инстанции в ноябре 2016 года Чудновец было назначено наказание в виде 6 месяцев лишения свободы (прокуратура требовала 5 лет лишения свободы). Суд апелляционной инстанции 22 декабря 2016 года смягчил наказание до 5 месяцев лишения свободы.
Приговор Чудновец вызвал значительное недовольство российской общественности. В защиту Чудновец в ноябре 2016 года началась общественная кампания, в ходе которой журналисты, политики и общественные деятели самых разных взглядов открыто выражали симпатию осуждённой. Под влиянием кампании прокуратура быстро изменила своё мнение и стала просить суд апелляционной инстанции о наказании, не связанном с лишением свободы. В защиту Чудновец выступил ряд государственных деятелей, в том числе уполномоченный по правам ребёнка при президенте Российской Федерации.
О деле Чудновец было сообщено президенту России Владимиру Путину в ходе пресс-конференции 23 декабря 2016 года. Он дал поручение проверить дело Чудновец. Прокуратура вновь изменила своё мнение и стала просить уже об оправдании Чудновец. После этого количество защитников Чудновец резко возросло. В конечном счёте Верховный суд Российской Федерации направил дело на пересмотр, и в марте 2017 года Курганский областной суд полностью оправдал Чудновец.
По мнению экспертов, дело Чудновец выявило особенность российского уголовного права — введённый в 2012 году законодательный запрет для российского суда назначать наказание, не связанное с реальным лишением свободы по некоторым статьям, связанным с преступлениями против детей, вне зависимости от обстоятельств уголовного дела и личности обвиняемого. Кроме того, выяснилось, что наказание за перепубликацию в социальных сетях в России может быть намного более суровым, чем, например, за умышленное убийство.

## Предыстория
Дело Чудновец имело сразу две предыстории. Первая связана с резким ужесточением в России уголовной ответственности за сексуальные преступления против детей. Это ужесточение предусматривало абсолютный запрет в Уголовном кодексе на назначение судом условного наказания лицам, осуждённым за распространение порнографических изображений детей в возрасте младше 14 лет вне зависимости от обстоятельств уголовного дела и личности осуждённого. Равно был введён запрет на применение в отношении лиц, осуждённых за такие преступления, отсрочки исполнения приговора до достижения ребёнком осуждённого возраста 14 лет. Кроме того, подобные дела стали рассматривать в закрытом режиме и без допроса малолетних потерпевших, что также облегчает возможность фальсификации со стороны судебно-следственной системы и усложняет защиту обвиняемых.
Вторая предыстория связана с общественной деятельностью самой Чудновец, которая в маленьком Катайске вызывала раздражение (в том числе представителей местных властей). Оговор в сексуальном преступлении весьма часто применяется местными чиновниками в отношении «назойливых» активистов. В данном случае оговор в любом случае вёл к реальному лишению свободы.

### Ужесточение уголовной ответственности за распространение детской порнографии
В 2012 году в России была резко ужесточена уголовная ответственность за изготовление и распространение детской порнографии. Ужесточение выразилось в запрете назначать лицам, осуждённым за преступления против половой неприкосновенности несовершеннолетних младше 14 лет, условное наказание. Изготовление же детской порнографии относится к преступлениям против половой неприкосновенности несовершеннолетних. Запрещено также было давать отсрочку отбывания наказания за такие преступления женщинам, имеющим ребёнка до 14 лет. Запрет носит безусловный характер, то есть суд обязан дать реальное наказание вне зависимости от обстоятельств дела и личности осуждённого. При этом, например, за умышленное убийство нескольких человек такого запрета нет.
Кроме того, 29 февраля 2012 года в Уголовный кодекс Российской Федерации была введена новая статья 242.2 «Использование несовершеннолетнего в целях изготовления порнографических материалов или предметов», которая предусматривает за подобное деяние в отношении ребёнка, не достигшего 14 лет, наказание от 8 до 15 лет лишения свободы, что оказывается более строгим, чем наказание за умышленное убийство этого ребёнка: за убийство лица старше 12 лет (часть 1 статьи 105 УК РФ) срок лишения свободы составляет от 6 до 15 лет. Кроме того, за убийство может быть назначено условное лишение свободы, а по статье 242.2 Уголовного кодекса Российской Федерации только реальный срок.
Ужесточение привело к заметному росту числа осуждённых за изготовление и (или) распространение детской порнографии. Так, в 2016 году по статьям 242.1 («Изготовление и оборот материалов или предметов с порнографическими изображениями несовершеннолетних») и 242.2 Уголовного кодекса РФ были осуждены в России 229 человек. При этом в 2011 году по статье 242.1 УК РФ было осуждено 122 человека.
Ещё одним ужесточением стало введение в статью 242.1 УК РФ летом 2016 года поправки, распространяющей её действие на хранение детской порнографии. Ещё до вступления этого закона в силу в СМИ появилась информация о том, что его принятие увеличит количество уголовных процессов.
Ложное обвинение в сексуальном преступлении и практика использования такого рода оговоров, чтобы «избавиться» от слишком «назойливых» мешающих представителям власти активистов, в России имеют место. Американский этнограф Юрий Слёзкин отмечал, что «обвинения в сексуальных преступлениях всегда были популярны среди провинциальных чиновников, пытавшихся отделаться от назойливых чужаков». В подтверждение своих слов Ю. Слёзкин привёл несколько примеров ложного обвинения и осуждения в уголовном порядке в сексуальных обвинениях (сексуальные домогательства, занятия проституцией и т. п.) в отношении советских интеллигентов (учителей, врачей и пр.), которые в 1920—1930-е годы пытались улучшить положение представителей коренных народов Сибири.

### Деятельность Чудновец до репоста видеоролика
Евгения Аркадьевна Чудновец — ранее несудимая сотрудница детского сада. Родилась 17 ноября 1983 года в Свердловске (ныне Екатеринбург). После развода с мужем Чудновец перебралась в Катайск, расположенный в соседней Курганской области, в квартиру, которую получила после смерти бабушки. Катайск — маленький (менее 13 тыс. жителей на 2015 год) моногородок, расположенный ближе к Екатеринбургу, чем к своему областному центру Кургану. На момент возбуждения уголовного дела Чудновец состояла в гражданском браке с Андреем Мясниковым и воспитывала сына Льва возрастом младше 3 лет. В Екатеринбурге Евгения Чудновец числилась уборщицей в детском саду № 124, чтобы её ребёнок смог получить место в этом дошкольном учреждении. В Катайске Чудновец планировала организовать свой бизнес по пошиву мягких игрушек.
В Катайске Чудновец получила известность как общественный контролёр — ходила по магазинам, снимала на видео обнаруженные просроченные продукты и выкладывала соответствующие видеоролики в социальную сеть «ВКонтакте» в группу «Типичный Катайск». Ролики Чудновец не нравились сотрудникам и владельцам проверяемых магазинов. Уже после осуждения Чудновец один из журналистов «Комсомольской правды» посетил Катайск и переговорил с местными жителями. Опрошенные им продавщицы «с ужасом» вспоминали рейды Чудновец. Активистку сравнивали с Еленой Летучей, на Чудновец нападали и портили её имущество. В конечном итоге администратор одной из центральных групп города в социальной сети ВКонтакте «Типичный Катайск» Александр Скоков перестал публиковать её видеоролики. Своё решение он объяснил нежеланием иметь проблемы с местными властями. Однако Чудновец не оставила общественную деятельность и создала сообщество «Реалити-шоу Че KF», где публиковала видеоролики с общественных проверок. В этой закрытой группе Чудновец устраивала конкурсы, награждая самых активных подписчиков собственноручно сшитыми мягкими игрушками. Местным правоохранительным органам деятельность Чудновец также не нравилась. После возбуждения против Чудновец уголовного дела участковый уполномоченный полиции Катайска выдал для обвиняемой отрицательную характеристику с места жительства. Эта характеристика была приобщена к материалам уголовного дела, но была сделана таким ненадлежащим образом, что суд апелляционной инстанции принял решение её содержание не учитывать.

## Появление видеоролика и его репост
Летом 2015 года в Муниципальном автономном учреждении «Загородный оздоровительный лагерь имени Полка „Красные Орлы“» (ИНН 4509004245), расположенном в Ильинском сельсовете Катайского района Курганской области, были сделаны три видеоролика с одним из воспитанников. На одном видеоролике, сделанном 10 июля 2015 года, воспитанник стоял со спущенными штанами и с карандашом в анальном проходе. Мальчику на тот момент исполнилось 9 лет. Ранее он по вечерам раздевался догола и «вытворял безобразия». Мальчик не показывал никаких признаков моральных страданий и по-прежнему играл с другими воспитанниками.
8 августа 2015 года воспитательница лагеря Татьяна Куршева вместе с подругой, отмечая в кафе «Жажда» получение зарплаты, потеряла мобильный телефон с видеороликами. Телефон нашёл Ким Данелян — сын местного предпринимателя Эрнста Данеляна. Через неделю Ким с помощью своего дяди смог прочитать карту памяти мобильного телефона и в том числе видеоролики. Вскоре директору МАУ ЗОЛ им. Полка «Красные Орлы» Ирине Юрьевне Кунгуровой и воспитательнице Куршевой через социальную сеть «ВКонтакте» пришли сообщения от пользователя «Валерия Лиса», что за сексуальные преступления против детей предусмотрена уголовная ответственность. В сообщении содержалось обещание привлечь к делу Уполномоченного по правам ребёнка при президенте России Павла Астахова, известного своими проверками детских учреждений, сопровождающимися требованиями о массовых увольнениях должностных лиц соответствующих учреждений. Ирина Кунгурова, посоветовавшись со своим начальством, написала заявление в полицию.
Пользователь «Валерия Лиса» — это отец Кима Данеляна предприниматель Эрнст Данелян, о чём он позднее признался на допросе. Несмотря на среднее образование, Данелян в 2015 году пытался стать директором лагеря «Красные Орлы», однако это место получила Ирина Кунгурова. Затем Данелян разместил видеоролик с телефона Куршевой на своей странице в социальной сети, а также попытался опубликовать об этом новость в сообществе «Типичный Катайск» в «ВКонтакте». Своё сообщение Данелян сопроводил комментарием: «Воспитателем было снято видео, где мальчика в возрасте 10 лет ставят в угол в душевой, заставляют раздвинуть ягодицы в приказном порядке, в наказание за поведение (видимо, плохое) засовывают в попу шланг и ставят в угол».
Один из знакомых прислал ссылку на пост Данеляна Евгении Чудновец. 23 августа 2015 года возмущённая Чудновец сделала репост видеоролика в своей закрытой группе «ВКонтакте» «Реалити-шоу Че KF». Под роликом Чудновец разместила осуждающий его комментарий. Через пять часов Чудновец удалила видеоролик, а вскоре опознала в пользователе «Валерии Лисе» Эрнста Данеляна и попыталась с ним связаться. В ответ на попытку встречи Эрнст Данелян позвонил Чудновец и пообещал, что пожалуется на неё в Следственный комитет. Ким Данелян прислал Чудновец сообщение в социальной сети с обещанием зарезать её как «вонючую овцу».

## Следствие, суд и апелляция
После заявления Кунгуровой сначала было возбуждено уголовное дело в отношении сотрудников МАУ ЗОЛ им. Полка «Красные Орлы» — 23-летней воспитательницы Татьяны Куршевой и 17-летнего вожатого Данила Безбородова. Сначала в деле обвиняемой была только Куршева, а Данил проходил как свидетель, однако в феврале 2016 года Безбородов стал вторым обвиняемым. Экспертизу видеороликов провела московский искусствовед Алеся Аксенюк из автономного некоммерческого объединения «Центр криминалистических экспертиз».
Дело изначально выглядело странно. В основу приговора легли показания 9-летнего мальчика — потерпевшего. Он сообщил, что сопротивлялся тому, как его раздевали, но вожатый Данил Безбородов держал его за руки. При этом на видеоролике не было видно, чтобы Безбородов держал потерпевшего. По времени на видеозаписи и на основании видеозаписей камер видеонаблюдения детского лагеря было понятно, что в момент съёмки видеоролика Данил Безбородов вообще отсутствовал в том корпусе, где снимался видеоролик. Однако записи с камер видеонаблюдения лагеря к делу следователи приобщать не стали.
Защита Безбородова в суде была поставлена качественно — его отец нанял ему адвокатов из Шадринска, Кургана и Екатеринбурга. Куршеву защищал адвокат по назначению. По словам отца Безбородова, адвокат Куршевой весь процесс молчал.
Прокуратура просила суд признать обоих обвиняемых виновными и назначить им наказание: Безбородову — 7—8 лет лишения свободы, а Куршевой — 12 лет лишения свободы. В июне 2016 года был вынесен приговор, в котором Куршеву и Безбородова осудили за «насильственные действия сексуального характера, совершённые в отношении лица, не достигшего 14-летнего возраста» (п. «б» ч. 4 ст. 132 Уголовного кодекса Российской Федерации). Куршевой добавили ещё два состава преступления — «использование несовершеннолетнего в целях изготовления порнографических материалов» (п. «в» ч. 2 ст. 242.2 УК РФ) и «неисполнение обязанностей по воспитанию несовершеннолетнего» (статья 156 УК РФ). Наказание оказалось намного мягче, чем просил прокурор — Куршевой назначали 6 лет лишения свободы, Безбородову — 3 года. В обоих случаях лишение свободы было реальным.
Пока шёл суд над Безбородовым и Куршевой, Чудновец не проходила по этому делу ни в каком статусе. Только 21 июля 2016 года в отношении Чудновец возбудили уголовное дело и объявили её в розыск. Подозреваемую задержали в Екатеринбурге и этапировали в Катайск. Интересы Чудновец в суде представлял местный адвокат Николай Костоусов, назначенный государством. Вёл защиту он слабо: гражданский муж воспитательницы потом говорил, что Костоусов даже не пытался спорить с прокурором в судебном заседании. Костоусов заверял Чудновец, что никакого обвинительного заключения против неё вынесено не будет. Следствие было закончено быстро и 21 сентября 2016 года начался суд над Чудновец.
Чудновец была уверена в оправдании. Прокуратура настаивала на назначении для неё 5 лет лишения свободы. Прокурор Катайского района Денис Попов объяснил это тем, что подсудимая не признала вины. Спустя полтора месяца, 8 ноября 2016 года председатель Катайского районного суда Владимир Борычев, который вёл это дело, приговорил Чудновец к 6 месяцам реального лишения свободы в колонии общего режима. Суд также предписал передать ребёнка Чудновец органам опеки, однако вмешался бывший муж Евгении Чудновец Максим, который смог добиться того, что ребёнка оставили с ним. В феврале 2017 года Борычев объяснил этот приговор, предусматривающий наказание ниже низшего предела, наличием у осуждённой ребёнка 3 лет, а также тем, что Чудновец впервые привлекалась к уголовной ответственности. Кроме того, по мнению Борычева Чудновец дала в суде «изобличающие себя показания, не имея юридического понимания того, что тем самым признаёт свою вину». Это Борычев расценил как признание, смягчающее вину обвиняемой.
Приговор Чудновец получил поддержку депутата Государственной Думы Российской Федерации и основателя курганского мясокомбината «Велес» Александра Ильтякова. Чудновец ранее снимала видеоролики об обнаружении просроченной продукции в том числе в магазинах, где продавались изделия «Велеса». Ильтяков заявил:

Сейчас адвокаты начинают «выводить»: какая Чудновец бедная, невинная и заблудшая овца. Нужно было не в интернете распространять данную информацию, а бежать в полицию. Нет, Чудновец решила самостоятельно бороться! Она хотела прославиться и показать, какая она крутая. У нас в последнее время мода появилась — выкладывать всё в соцсети. И нечего тут из мухи слона раздувать — правоохранительные структуры и суд поступили чётко в соответствии с законом. Я вообще считаю, что тут надо не полгода, а побольше давать.

В Кургане распространился слух о возможной причастности Ильтякова к возбуждению уголовного дела против Чудновец. Сам Ильтяков эти утверждения опроверг, заявив, что не слышал о Чудновец и об её уголовном деле до того, как о приговоре было сказано на пресс-конференции Владимира Путина. О том, что мать потерпевшего мальчика приходила к нему на приём в 2015 году, Ильтяков вспомнить не смог, сославшись на большую загруженность обращениями. Одобрил приговор Чудновец и другой депутат Государственной думы, скандально известный «борец с педофилами» Виталий Милонов. Он в эфире программы «Пусть говорят» (17 ноября 2016 года) заявил, что Чудновец нарушила закон и потому её отправили в колонию оправданно.
Приговор был обжалован сторонами и обвинения, и защиты. Апелляционную жалобу подал новый адвокат Чудновец — Алексей Бушмаков и адвокат Мария Кириллова . После начавшейся в СМИ информационной кампании об этом деле вмешались Прокуратура и Следственный комитет Российской Федерации. Глава Следственного комитета Александр Бастрыкин поручил центральному аппарату СК РФ провести проверку по делу Чудновец. Прокуратура просила с учётом смягчающих обстоятельств (наличие малолетнего ребёнка, отсутствие судимости и отягчающих вину обстоятельств) назначить Чудновец наказание, не связанное с лишением свободы. 22 декабря 2016 года Судебная коллегия по уголовным делам Курганского областного суда в апелляционной инстанции утвердила обвинительный приговор, лишь немного изменив его, — наказание Чудновец было снижено до 5 месяцев лишения свободы.
После приговора Чудновец была взята под стражу и отправлена в СИЗО. В СИЗО ей было отказано в свидании с гражданским мужем Мясниковым. Судья Борычев мотивировал отказ так: «Какой-либо информации о совместном проживании, ведении совместного хозяйства материалы дела не содержат и до сведения суда не доводились». В январе 2017 года в СИЗО Чудновец отправили в карцер за то, что она прикрыла в холод ноги одеялом, написала карандашом на стене камеры, а также отказывалась прятать руки за спину во время прогулки. Однако наказание в карцере она отбыть полностью не успела — почти сразу же её этапировали в колонию Нижнего Тагила (Свердловская область).

## Отбывание наказания
В исправительной колонии Нижнего Тагила Чудновец работала уборщицей в библиотеке: мыла полы, протирала полки и читала книги. Чудновец категорически отказалась носить униформу заключённой, называть себя «осуждённой», заявляла, что она ни в чём не виновата, значит, носить форму не будет, и администрация колонии не смогла заставить её это сделать. Администрация колонии не хотела создавать ещё большего шума, поэтому не стала принуждать Чудновец к этим действиям. В колонии Чудновец обратила внимание на то, что осуждённые шьют форму для спецслужб по 8 часов 6 дней в неделю. При этом за труд осуждённые получали очень мало — 1 тыс. руб. в месяц.

## Кампания в защиту Чудновец

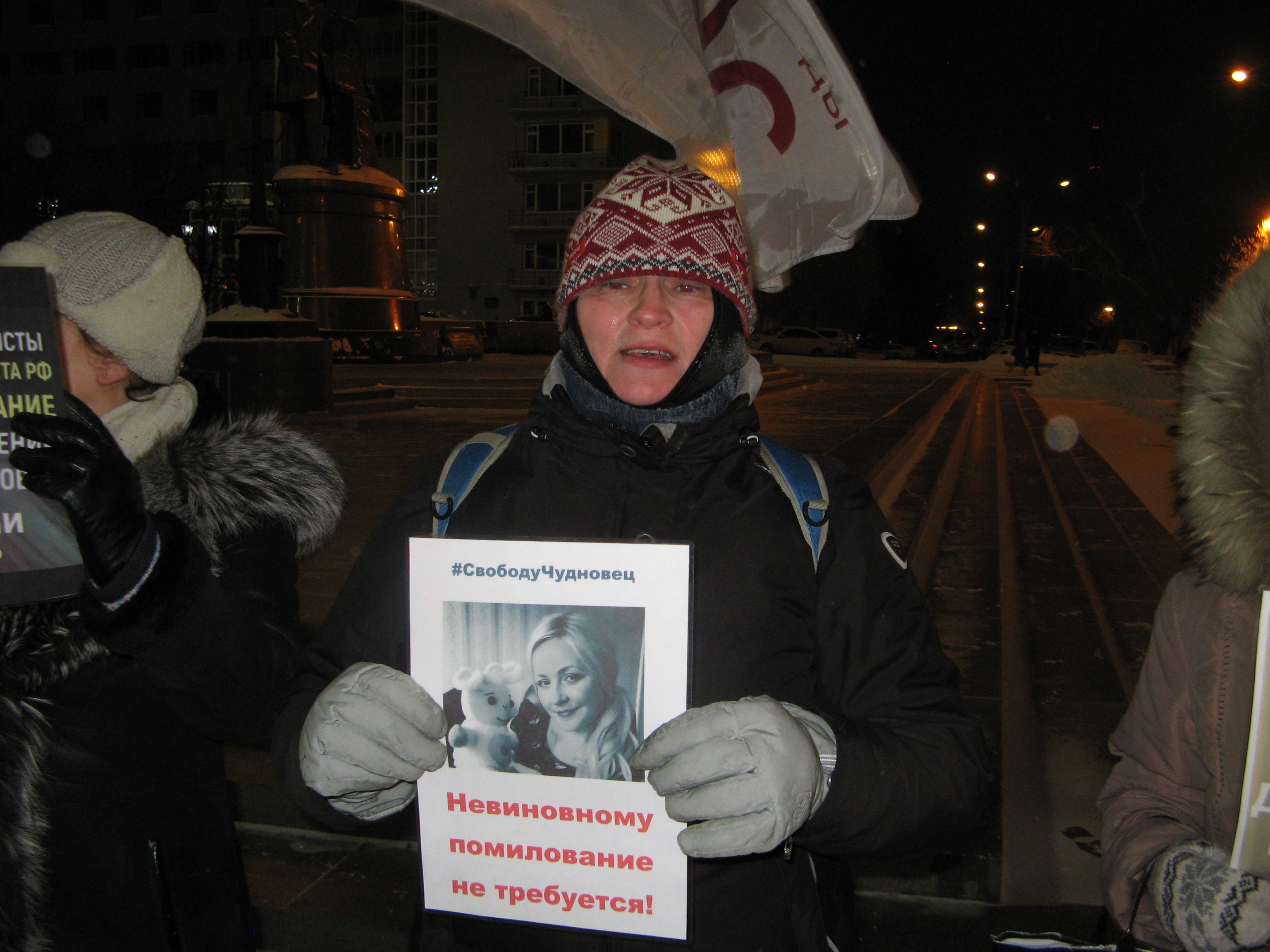
Пикетчица с плакатом за освобождение Чудновец. Екатеринбург, 6 февраля 2017 года

До оглашения приговора 8 ноября 2016 года дело Чудновец подробно в СМИ не освещалось. Гражданский муж Чудновец пояснил, что к журналистам они не обращались, так как сторона защиты была уверена, вплоть до вынесения приговора, в оправдании обвиняемой. Практически сразу после вынесения приговора в СМИ началась крупная общественная кампания за оправдание Чудновец, которая привлекла внимание правозащитников и ряда политиков. После старта информационной поддержки Чудновец прокуратура стала просить о смягчении ей наказания. После того, как к 22 декабря 2016 года стало ясно, что надежды на оправдание Чудновец в апелляционной инстанции не оправдались, на пресс-конференции президента России Владимира Путина 23 декабря 2016 года журналист издания Znak.com Екатерина Винокурова привела Путину дело Чудновец как пример «садистского уклона» российского правосудия.
Затем в защиту Чудновец выступил Общественная палата Российской Федерации и омбудсмены, продолжились публикации о деле Чудновец в крупных СМИ, начался сбор подписей под интернет-петицией, увеличилось число депутатских запросов и выступлений общественных и политических деятелей на тему этого дела, были проведены пикеты за оправдание осуждённой.

### Поддержка среди населения
За освобождение Чудновец в разных городах России прошли пикеты, в частности 3 февраля в Кургане и 6 февраля 2017 года в Екатеринбурге, где прошёл ежемесячный пикет в защиту политзаключённых, в том числе освобождение Чудновец.
После публикаций в защиту Чудновец появилась петиция на популярном интернет-портале Change.org, которая требовала оправдать осуждённую. Эта петиция к февралю 2017 года набрала более 127 тыс. подписей.

### Освещение в СМИ
Сюжет об осуждённой за репост Чудновец уже в ноябре 2016 года, спустя менее двух недель после вынесения приговора, показали по федеральным телеканалам. При этом Чудновец практически открыто выражали сочувствие. НТВ сообщало о предшествующей деятельности Чудновец в качестве общественного контролёра, отмечая при этом, что осуждённая «за такую активную жизнь в Сети поплатилась свободой». 17 ноября 2016 года на Первом канале вышло ток-шоу «Пусть говорят», посвящённое делу Чудновец. На передаче выступили гражданский муж Чудновец Андрей Мясников, а также адвокаты и депутаты Государственной думы России. Присутствовавшие на программе специалисты по уголовному праву заявили, что Чудновец была осуждена незаконно, и предположили, что апелляционная инстанция отменит приговор.
«Российская газета» в ноябре 2016 года писала о том, что фактически воспитательница своим репостом помогла раскрыть преступление. В январе 2017 года журналистское расследование по делу Чудновец провела «Новая газета»: специальный корреспондент издания Павел Каныгин посетил Катайск, выяснив, что местные силовики считают приговор даже мягким («могли бы дать 5 лет»), что Чудновец «отделалась лёгким испугом», но не могут объяснить, в чём заключается её преступление. Администратор группы «Типичный Катайск» во ВКонтакте сообщил Каныгину о недовольстве, которое общественные проверки Чудновец вызвали у работников проверяемых магазинов, местных предпринимателей и их близких. Каныгин опубликовал текст разговора Чудновец с предпринимателем Эрнстом Данеляном после репоста, в ходе которого бизнесмен советовал тогда Чудновец прекратить совать «нос в чужие дела» и обещал, что в противном случае поговорит с ней в присутствии сотрудников Следственного комитета. В Катайске корреспонденту «Новой газеты» рассказали, что Данелян действительно имеет связи с местными властями, а соратники Данеляна избили администратора группы «Типичный Катайск», чтобы тот перестал публиковать ролики с общественных проверок Чудновец.
Сочувствие СМИ вскоре было распространено и на фигурантов «смежного» уголовного дела — вожатого Данила Безбородова и, в меньшей степени, на воспитательницу Татьяну Куршеву. В январе 2017 года в «Комсомольской правде» вышла статья авторства Николая Варсегова, в которой журналист на основе полученных нелегальным путём материалов дела обвинил в оговоре взрослых потерпевшего 9-летнего мальчика. Журналист «предсказал» судьбу этого ребёнка — по его мнению, в ближайшем будущем этого потерпевшего будут судить за «ещё более пакостную историю».

### Вмешательство государственных и общественных деятелей
Сразу после вынесения приговора в дело Чудновец вмешались депутаты Государственной думы Российской Федерации Сергей Шаргунов (КПРФ) и Оксана Пушкина («Единая Россия»). Они направили запрос в Генеральную прокуратуру Российской Федерации. Уполномоченный по правам ребёнка при президенте России Анна Кузнецова поддержала Чудновец, заявив, что эту женщину посадили за то, что она помогла раскрыть преступление.
После того, как Владимир Путин пообещал на пресс-конференции 23 декабря 2016 года разобраться в деле Чудновец, российские политики стали ещё активнее защищать осуждённую. Журналистка Ольга Романова образно описала эту ситуацию так:

Мы же все объединились: и правые, и левые, и администрация президента, и Общественная палата, и Госдума. Послушайте, я каждый день звонила по этому делу Сергею Шаргунову. Уж насколько мы с ним находимся в разных стенах, какое расстояние между нами! Мы реально созванивались с ним каждый день по этому делу и отправляли друг другу проекты писем в прокуратуру. Если честно, я благодарна этому делу за то, что мы все объединились, наплевав на все разногласия ради спасения невинного человека.

Уполномоченный по правам человека в Российской Федерации Татьяна Москалькова запросила материалы по делу Чудновец. Запрошенные материалы Москальковой прислал глава Екатеринбурга Евгений Ройзман, который дал «справку» по Чудновец, указав, что она «сидит ни за что».
В январе 2017 года первый заместитель председателя комитета Государственной думы по жилищной политике и ЖКХ Александр Сидякин от имени всей партии «Единая Россия» направил по делу Чудновец два обращения:
- В Генеральную прокуратуру Российской Федерации с требованием проверить действия прокурора, просившего в суде первой инстанции для Чудновец 5 лет лишения свободы. Также Сидякин просил прокурора проверить действия сотрудников колонии, которые отправили Чудновец в карцер (депутат расценил это решение как «дикость», запрещённую международным и российским «законодательством»).
- В Высшую квалификационную коллегию судей Российской Федерации о проверке действий судьи, который назначил Чудновец 6 месяцев лишения свободы в первой инстанции. По словам Сидякина, этот запрос — «реакция на то возмущение, которое мы наблюдаем».

10 февраля 2017 года в Общественной палате Российской Федерации состоялся «круглый стол» на тему: «Дело Евгении Чудновец: проблемы законодательного регулирования и особенности правоприменительной практики». Модератором мероприятия стал председатель комиссии Общественной палаты по безопасности Антон Цветков. В мероприятии приняли участие адвокаты, а также бывшие работники спецслужб. Все они высказались в поддержку Чудновец. В мероприятии по телемосту участвовала Уполномоченный по правам человека в Свердловской области Татьяна Мерзлякова, заверившая собравшихся в том, что общественность всей Свердловской области переживает за Чудновец, старается помочь осуждённой и поддержать её. Мерзлякова передала собравшимся слова губернатора региона Евгения Куйвашева, который заявил, что помиловал бы осуждённую Чудновец и не считает её деяние преступлением. Мероприятие завершилось принятием рекомендации, адресованной МВД России, Следственному комитету и Генеральной прокуратуре — «подготовить разъяснительные материалы, инфографику, разместить в сети Интернет и соцсетях, — что можно, что нельзя».
Председатель Совета по правам человека и развитию гражданского общества при Президенте Российской Федерации Михаил Федотов выступил только 1 марта 2017 года, когда стало известно, что Верховный суд России направил дело Чудновец на пересмотр. Похвала Федотова была адресована прокуратуре, которая «отреагировала на общественный резонанс по делу Чудновец».
Государственные правозащитники Курганской области не поддержали Чудновец. Уполномоченный по правам ребёнка при губернаторе Курганской области Алёна Лопатина уже в ноябре 2016 года предложила дать «гражданке» Чудновец отсрочку исполнения приговора до достижения её ребёнком 14 лет. При этом в России Уголовный кодекс запрещает суду давать такую отсрочку при осуждении за подобное преступление. Лопатина заметила, что её обязанность защищать права детей, а не тех взрослых, которые даже из благих побуждений нарушают права ребёнка. Уполномоченный по правам человека в Курганской области Геннадий Порохин сообщил, что существенных нарушений в условиях содержания в исправительных учреждениях региона нет. Порохин заявил в январе 2017 года следующее: «Если она считает, что её права нарушены, пожалуйста, пусть обращается. У меня рук не хватит бегать в разные стороны, если кто-то где-то чихнул». Председатель Общественной наблюдательной комиссии по Курганской области Юрий Стрелков выступил против Чудновец, заявив, что она сама «спровоцировала» помещение в карцер, так как «начала бузить, хаять системы».
Лидер ЛДПР Владимир Жириновский посчитал наказание для Чудновец слишком суровым, хотя и не оспаривал её виновность. В феврале 2017 года Жириновский заявил, что Чудновец стоит дать административный арест или штраф и посоветовал воспитательнице просить о помиловании.

## Отказ Чудновец от помилования
После того, как дело получило широкий общественный резонанс, Чудновец советовали написать президенту России обращение с просьбой о помиловании. С таким предложением выступила Уполномоченный по правам человека в Свердловской области Татьяна Мерзлякова, уведомив, что положительное заключение на прошение о помиловании готов дать губернатор Свердловской области Евгений Куйвашев. Мерзлякова предложила Чудновец подать прошение о помиловании в пятницу 10 февраля 2017 года, обещая, что его могут рассмотреть уже 13 февраля того же года (то есть в понедельник) и в тот же день отправить документы в Администрацию Президента России, где по словам свердловского Уполномоченного, уже ждали их.
В России помилование в 2010-е годы — исключительно редкое явление. В 2014 году Владимир Путин помиловал 5 человек, в 2015 году — только 2 человек. Сама процедура рассмотрения прошения о помиловании в России также проходит через цепочку инстанций: сначала администрация учреждения, где отбывает наказание осуждённый, даёт заключение и необходимые документы, затем в течение месяца дело рассматривает комиссия по вопросам помилования субъекта Российской Федерации, после этого заключение комиссии поступает главе региона, который передаёт его в Администрацию Президента России. Поэтому готовность Мерзляковой оперативно передать прошение Чудновец о помиловании в Администрацию президента — это очень важный момент.
Чудновец просить о помиловании отказалась, заявив, что это будет означать признание ей вины. Чудновец попросила Татьяну Мерзлякову вместо этого помиловать трёх сидевших с ней осуждённых молодых женщин, которые были приговорены к большим срокам. По словам Чудновец, две женщины были осуждены по статье 228 Уголовного кодекса Российской Федерации (незаконные операции с наркотиками) по вине своих мужа и сожителя, а третью по обвинению в мошенничестве подставила директор туристической фирмы, где она работала.
В январе 2017 года Мерзлякова также предложила Чудновец выйти по условно-досрочному освобождению. Этот вариант оказался юридически невозможным, так как в России условно-досрочное освобождение может быть применено лишь к лицу, уже отбывшему реально не менее 6 месяцев лишения свободы.

## Вмешательство Владимира Путина и оправдание Чудновец
По неофициальным данным, которые сообщил чиновник Администрации Президента России РБК, администрация Владимира Путина начала заниматься делом Чудновец ещё до ежегодной декабрьской пресс-конференции. Администрация попросила надзорные органы перепроверить дело. При этом надзорные органы согласились, что реальный срок для Чудновец — это «перебор». Речь таким образом не шла об оправдании осуждённой, а только о смягчении ей наказания.
23 декабря 2016 года (на следующий день после того, как Курганский областной суд отклонил апелляционную жалобу по делу Чудновец) прошла пресс-конференция Владимира Путина, на которой журналистка интернет-газеты Znak.com Екатерина Винокурова задала президенту России после прочих вопросов такой:

Евгения Чудновец, женщина, которая опубликовала «ВКонтакте» видео с издевательствами над мальчиком с призывом: правоохранительные органы, обратите внимание, пресеките. Её за это посадили и приговорили к реальному сроку лишения свободы. Владимир Владимирович, я Вас очень прошу, нам надо что-то делать с садистским уклоном нашего правосудия. Пожалуйста, мы должны спасти людей. Спасибо большое.

На этот вопрос Владимир Путин ответил:

В отношении конкретных лиц, о которых Вы сказали, я, честно говоря, ничего даже не слышал и фамилий этих не слышал. Я обещаю, я посмотрю, я просто не знаю, насколько там справедливые были решения.

Вмешательство Путина усилило кампанию в защиту Чудновец, но поначалу никак не повлияло на позицию суда. 15 февраля 2017 года судьёй Курганского областного суда была отклонена кассационная жалоба адвоката осуждённой и кассационное представление прокуратуры. Реакция Генеральной прокуратуры и Верховного суда Российской Федерации на это решение была быстрой. 23 февраля 2017 года заместитель генерального прокурора Леонид Коржинек внёс кассационное представление в Верховный суд Российской Федерации. Уже 28 февраля 2017 года (то есть через 5 дней) это кассационное представление, в котором Коржинек просил отменить приговор Чудновец за отсутствием состава преступления, было направлено в президиум Курганского областного суда судьёй Верховного суда Российской Федерации. Уже 6 марта 2017 года президиум Курганского областного суда рассмотрел дело, отменил приговор и оправдал осуждённую.
После освобождения Чудновец пресс-секретарь Путина Дмитрий Песков заявил, что решение о её оправдании «можно только приветствовать» и подтвердил, что президент России «обещал не оставить это без внимания, что, собственно, и произошло».
Правозащитница Анна Левченко стала уговаривать оправданную выступить на пресс-конференции с публичной благодарностью в адрес Владимира Путина. Чудновец благодарить не захотела. Позднее воспитательница заявила, что не понимает, за что ей благодарить президента России.

## Судьба обвиняемых по делу, связанному с процессом Чудновец
На основании видеоролика, репост которого сделала Чудновец, были осуждены два человека:
- Вожатый детского лагеря Данил Безбородов (17 лет на момент вынесения приговора), студент юридического отделения Уральского политехнического колледжа[8]. Он был обвинён в том, что держал мальчика в тот момент, когда снимался видеоролик[48]. Эти действия были квалифицированы как «насильственные действия сексуального характера, совершённые в отношении лица, не достигшего 14-летнего возраста»[14]. Государственное обвинение просило 7—8 лет лишения свободы[48]. Приговор — 3 года лишения свободы[48]. Безбородов взял в колледже академический отпуск и был отправлен в исправительную колонию[49]. В сентябре 2016 года Безбородов решением суда был переведён из воспитательной колонии в колонию общего режима[14]. В апреле 2017 года Безбородов заявил, что пожалел о том, что пошёл работать вожатым в лагерь «Красные Орлы»[49]. Адвокат Безбородова подал кассационную жалобу на приговор в Верховный суд Российской Федерации[49]. Родители Безбородова очень боялись, что другие осуждённые причинят их сыну вред[48], так как существует мнение, что в местах лишения свободы сокамерники жестоко обращаются с осуждёнными педофилами. Чтобы предупредить это, в СИЗО передали информацию, после чего Безбородова не тронули[48]. В исправительной колонии сокамерники тоже посчитали, что Безбородова посадили зря и не стали с ним жестоко обращаться[48];
- Воспитательница детского лагеря «Красные Орлы» Татьяна Куршева была осуждена по той же статье, что и Безбородов. Кроме этого ей вменили в вину ещё две статьи — «использование несовершеннолетнего в целях изготовления порнографических материалов» и «неисполнение обязанностей по воспитанию несовершеннолетнего»[14]. Государственный обвинитель просил для неё наказание в виде 12 лет лишения свободы[48]. Суд признал, что Куршева виновна и назначил ей наказание в виде 6 лет лишения свободы в колонии общего режима[48]. Кроме того, Куршевой назначили два дополнительных вида наказания (она должна их отбывать после освобождения) — запрет работать с детьми в течение 6 лет и ограничение свободы сроком на 1,5 года.[источник не указан 1457 дней]

После вынесения приговора Безбородову и Куршевой мать потерпевшего мальчика подала в отношении обоих осуждённых гражданский иск о компенсации морального вреда. Сделала она это только в декабре 2016 года. Причём обратилась не непосредственно в суд, а подала заявление в районную прокуратуру, прося обратиться в суд с иском в интересах её ребёнка. С Безбородова она требовала 200 тыс. р., с Куршевой — 300 тыс. р. Суд снизил размер компенсации — Безбородов должен по приговору суда выплатить 50 тыс. р., Куршева — 100 тыс. р.
В защиту Безбородова также началась целая общественная кампания. Его поддержали общественники из «Открытой России» — Мария Баронова, журналистка Ольга Романова, Анна Левченко, бывший пресс-секретарь движения «Наши» Кристина Потупчик и Полина Немировская. Была оказана также поддержка со стороны СМИ. Журналистка интернет-издания Znak.com Екатерина Винокурова встретилась с Уполномоченным по правам человека в Российской Федерации Татьяной Москальковой по делу Безбородова. Сотрудница аппарата Москальковой Л. М. Морозова, которой передали это дело, сообщила отцу Безбородова, что «порвала» бы его сыну задний проход (она высказалась грубее). При этом сотрудница сообщила, что в прошлом работала следователем. После того, как история получила огласку в СМИ, Москалькова вызвала отца Безбородова в свой кабинет, где извинилась за свою сотрудницу, выслушала его и пообещала изучить материалы дела.
Помощь обещал депутат Государственной думы России от ЛДПР Борис Чернышов. Он направил депутатский запрос в Генеральную прокуратуру Российской Федерации, которая взяла это дело на контроль и поручила провести проверку главе прокуратуры Курганской области Игорю Ткачёву. 27 апреля 2017 года адвокату С. В. Бадамшину был направлен короткий ответ-отписка за подписью исполняющей обязанности начальника уголовно-судебного отдела А. Е. Троневой. В нём указывается, что доводы обращения проверены и признаны «не состоятельными». Также в ответе А. Е. Троневой отмечается, что прокуратура не имеет права «самостоятельной» проверки законности следственных действий, осуществлённых до вынесения приговора и следственных действий, совершённых в ходе рассмотрения дела в суде. Хотя в ответе отмечено право его обжалования вышестоящему прокурору, но фактически такая возможность не рассматривается Курганской областной прокуратурой, так как вместе с ответом адвокату осуждённого возвращены все копии судебных решений на 50 листах. Сотрудницу аппарата Уполномоченного по правам человека в Российской Федерации Л. М. Морозову возмутило, что депутат обещал помочь в этом деле.
О поддержке Данила и Куршевой заявила освободившаяся Евгения Чудновец. Кроме того, отец Безбородова и мать Куршевой объединились с целью добиться освобождения обоих осуждённых.
Продолжилось обжалование приговора в судебных инстанциях. 25 февраля 2017 года судья Верховного суда Российской Федерации отказал в передаче кассационной жалобы адвоката Данила Безбородова на рассмотрение суда кассационной инстанции. Уполномоченный по правам человека в России Татьяна Москалькова ранее пообещала, что в случае такого отказа напишет письмо председателю Верховного суда Российской Федерации.
Мать потерпевшего мальчика в суд явилась только на одно заседание по делу Безбородова — Куршевой и потребовала, чтобы обоих обвиняемых наказали по всей строгости закона. Само дело рассматривалось в закрытом режиме, причём стороне защиты не дали допросить потерпевшего мальчика. Материалы уголовных дел, связанных с детской порнографией и педофилией, в России формально рассматривают в закрытом режиме и не обнародуют имена потерпевших. Однако в январе 2017 года «Комсомольская правда» опубликовала журналистское расследование. Журналисту, который его провёл, удалось (несмотря на отказ председателя Катайского районного суда) получить копию уголовного дела Безбородова — Куршевой. По словам журналиста, копию дела дали ему товарищи «близкие к следствию». На основании полученных материалов журналист «Комсомольской правды» посчитал, что Чудновец, Безбородов и Куршева осуждены ни за что. Более того, журналист обвинил самого мальчика, предположив, что ребёнок сделал навет на взрослых, а следователи этому навету «подыграли». Причём журналист предположил, что скорее всего потерпевший ребёнок спустя «совсем немного лет» влипнет в «гораздо более пакостную историю», после которой его будут самого судить.

## Судьба свидетелей и потерпевших
Весной 2017 года было возбуждено уголовное дело против свидетелей обвинения Кима Данеляна и Артура Шахбазяна. В уголовном деле о видеоролике они фигурировали как свидетели, которые нашли мобильный телефон (или карту памяти мобильного телефона). Дело в отношении обоих (они ровесники Данила Безбородова) было возбуждено за то, что они подговорили двух детдомовцев ограбить магазин.
Директор МАУ ЗОЛ им. Полка «Красные Орлы» Ирина Кунгурова уволилась с 13 октября 2015 года по собственному желанию. Увольнение было произведено быстро. Кунгурова написала заявление об увольнении 12 октября 2015 года, и уже на следующий день с ней был расторгнут трудовой договор. При этом работодатель не стал требовать с Кунгуровой обязательного в таком случае срока отработки — 14 дней. Возможно, увольнение Кунгуровой было вынужденным. Вскоре бывший директор подала исковое заявление в суд о признании приказа об увольнении незаконным и восстановлении на работе. В суде Кунгурова заявила, что заявление об увольнении по собственному желанию написала по принуждению начальника управления образования администрации Катайского района. Суд отказал Кунгуровой, не рассматривая её обстоятельства и процедуру увольнения. Отказ был вынесен по формальному основанию — в связи с пропуском месячного срока обращения в суд. В 2017 году Кунгурова работала администратором-кассиром в катайском магазине алкогольных напитков «Красное и белое». С 10 ноября 2015 года директором МАУ ЗОЛ им. Полка «Красные Орлы» является Татьяна Владимировна Истомина.
Предприниматель Эрнст Данелян, разместивший видеоролик, за репост которого осудили Чудновец, не был осуждён. В апреле 2017 года оправданная Чудновец потребовала от начальника Катайского межрайонного отдела Следственного комитета возбудить против Данеляна уголовное дело. Однако начальник при личной встрече ей отказал, заявив, что в действиях Данеляна нет состава преступления.

## Последствия
Вскоре после освобождения Чудновец пригласили на «Первый канал» в ток-шоу «Мужское / Женское». Чудновец подписала с ними эксклюзивный контракт, обязавшись не давать кроме них никому интервью. Однако после съёмок программы, несмотря на протесты организаторов ток-шоу, Чудновец поехала на телеканал «Дождь», где дала интервью Ксении Собчак. После этого «Первый канал» выпустил снятую программу Чудновец в телеэфир только спустя неделю.

### Изменения в законодательстве
Дело Чудновец стало причиной к разработке нескольких законопроектов. В феврале 2017 года председатель Курганской областной думы Дмитрий Фролов сообщил о создании рабочей депутатской группы для конкретизации уголовной ответственности за репосты или смягчения наказания за это деяния до не связанного с лишением свободы. Согласно статье 104 Конституции России Курганская областная дума обладает правом законодательной инициативы и может вносить в Государственную думу России такой законопроект.
27 декабря 2018 года президент России Владимир Путин подписал принятый Госдумой закон, предусматривающий частичную декриминализацию 282 статьи Уголовного кодекса РФ (включая репосты в социальных в сетях). Уголовное наказание будет теперь наступать лишь том в случае, если гражданин ранее привлекался к административной ответственности за аналогичное деяние в течение одного года. Если нарушение происходит в первый раз, то оно подлежит наказанию в рамках КоАП.

### Конфликт с «официальными» правозащитниками
Вскоре после освобождения у Чудновец испортились отношения с поддерживающими «Единую Россию» «борцами с педофилией». Руководитель общественного проекта «Сдай педофила!» Анна Левченко пригласила Чудновец с гражданским мужем и сыном пожить у неё. Для Чудновец Левченко подготовила текст речи с благодарностью в адрес Владимира Путина, которую оправданная должна была зачитать на пресс-конференции. Однако Чудновец отказалась это делать. Разочарованная Левченко написала о Чудновец резкий комментарий. Со своей стороны Чудновец отметила, что Левченко при ней каждую ночь употребляла спиртные напитки, а в первый день встретила её с перепоя. При этом Левченко успевала по ночам работать с ноутбуком. Не понравилось Чудновец и отношение Левченко к ребёнку оправданной. Левченко требовала, чтобы ребёнок всё время молчал и не бегал за её кошками. Также Левченко призналась, что не хочет детей. На этом основании Чудновец сделала вывод, что Левченко не любит детей.
После комментария Левченко против Чудновец стали выступать другие «борцы с педофилами». Например, в марте 2017 года президент Уральского родительского комитета Евгений Жабреев заявил:

У Уральского родительского комитета не может не вызывать справедливого возмущения поведение Евгении Чудновец, которая после своего освобождения вместо того, чтобы повседневно пиариться и вводить в заблуждение общественность и государственные структуры по открытию правозащитной организации, лучше бы исполняла в полном объёме свои родительские обязанности по воспитанию несовершеннолетнего ребёнка.

Позднее Жабреев публично извинился перед Чудновец в социальной сети Facebook.
Против правозащитной деятельности Чудновец выступила адвокат Сталина Гуревич, которая обвинила оправданную в юридической безграмотности и, также как Левченко, принуждала Чудновец к благодарности для президента. Чудновец ранее заявила, что не собирается пользоваться услугами Гуревич. В ответ адвокат заявила, что подаст на Чудновец в суд иск о защите деловой репутации, по которому отсудит у оправданной больше, чем той полагается компенсация за незаконное уголовное преследование. Она так и не подала иск.

### Последствия для должностных лиц, участвовавших в деле
После оправдания Чудновец была проведена служебная проверка в Катайском межрайонном отделе следственного комитета Российской Федерации. Руководитель отдела уволен не был и в апреле 2017 года во время встречи с Чудновец приносить ей извинения отказался, заявив, что это уже сделал прокурор. Прокурор Катайска Денис Попов ещё в январе 2017 года заявил, что не считает приговор Чудновец суровым. Однако Чудновец написала письмо Владимиру Путину с просьбой привлечь к ответственности судей, прокуроров и следователей которые «Сшили» дело против неё . Через месяц с поста прокурора был уволен прокурор Дедуля Дмитрий Владиславович, осуществлявший проверку дела Чудновец. Он также был понижен в должности.

## Правозащитный центр Чудновец и её деятельность после освобождения
Выйдя на свободу, Чудновец сменила направление правозащитной деятельности — вместо поиска испорченных продуктов в магазинах она стала защищать права несправедливо осуждённых (как незаконность приговора, так и условия содержания под стражей). Любой мог принести Чудновец своё дело и попросить его пересмотреть по причине явной абсурдности вынесенного решения. Для этого уже в марте 2017 года был создан специальный сайт судче.рф. На нём стали принимать обращения от лиц, которые считают себя или своих близких родственников необоснованно осуждёнными. Явно необоснованные судебные решения там публикуются.
Кроме приёма обращений, Чудновец начала выездные акции. Уже 23 марта 2017 года Чудновец посетила в Челябинске судебное заседание по делу бывшего вице-губернатора Челябинской области Николая Сандакова. Подсудимый Сандаков обвинялся в том, что он получил с сити-менеджера Озёрска деньги за создание ему политического имиджа и обещание сделать в дальнейшем главой более населённого города — Магнитогорска. Чудновец заявила, что приехала поддержать Сандакова, который по её мнению невиновен.
Другим мероприятием такого рода стал объезд мест, связанных с делом Чудновец. В апреле 2017 года Чудновец посетила СИЗО № 2 Шадринска, где она содержалась до этапирования в колонию Нижнего Тагила. Бывшую осуждённую впустили в СИЗО, но встретиться ни с начальником изолятора, ни с его заместителем ей не удалось — оба отсутствовали на рабочем месте. Чудновец не заметила раскаяния у сотрудников СИЗО, поместивших ранее её в карцер. Ей сообщили, что в СИЗО действует система коллективных наказаний — если кто-то из содержащихся в камере совершил нарушение режима, то из камеры забирают холодильник. Чудновец требовала от администрации СИЗО улучшить условия содержания контингента — добавлять соль в кашу, убрать из карцера камеру видеонаблюдения, висящую над туалетом, оборудовать камеры холодильниками и телевизорами. Оттуда она отправилась в Катайск и Курган. Чудновец возложила цветы у здания Курганского областного суда «от имени всех незаконно осуждённых, которые пострадали от действий судей». Там же она приняла пострадавших граждан. Одной из них была мать осуждённого в 2011 году по делу «чёрных риелторов». В этом деле приговор был основан только на показаниях других обвиняемых, а у судьи сын работал в прокуратуре. Вторым было дело женщины, осуждённой на два года колонии за избиение судебного пристава. Также Чудновец потребовала освободить работников детского лагеря Безбородова и Куршеву. Также Чудновец оставила письмо судье Курганского областного суда Волосникову, который утвердил её приговор, с требованием извинений за судебную ошибку.
25 июня 2017 года в Кургане Чудновец с родственниками осуждённых по другим уголовным делам провела митинг против произвола силовиков и судей.
Гражданский муж Чудновец Андрей Мясников после расставания с ней рассказал, что Чудновец получала ежемесячно 30 тысяч рублей за написание постов в социальных сетях против Алексея Навального в период выборов в 2017 году. Чудновец эту информацию опровергла. Тем не менее Чудновец действительно в октябре — ноябре 2017 года публиковала посты, в которых критиковала Навального и сообщала, что проводит в отношении оппозиционера «расследование».
Правозащитная деятельность Чудновец проявилась также в форме жалобы в Главное управление по борьбе с экстремизмом Министерства внутренних дел Российской Федерации, в которой она просила проверить ролики группы Pussy Riot на экстремизм. По словам Чудновец, эти ролики могут разместить у себя по незнанию простые пользователи и поэтому она попросила власти дать оценку им и удалить, если в них есть экстремизм. Участница группы Pussy Riot Мария Алёхина назвала обращение Чудновец классическим доносом. Чудновец также подала жалобу в Роскомнадзор на трек рэпера Оксимирона «Последний звонок», указав, что считает его причиной событий в Керчи.

## Похожие дела
Случай Чудновец не единственное уголовное дело, возбуждённое против общественного активиста в России по обвинению, связанному с детской порнографией. В декабре 2016 года в Петрозаводске был задержан (а позднее арестован) глава карельского отделения общества «Мемориал» Юрий Дмитриев, которого обвинили по статье 242.1 УК РФ за то, что он делал фотографии своей 11-летней дочери, причём единственным доказательством, о котором сообщили общественности, был снимок, на котором девочка голышом бежит в ванную. На портале Change.org появилась петиция о его освобождении, которую за 5 дней подписали более 5 тысяч человек. В поддержку Дмитриева также выступили украинские общественные деятели, опубликовавшие обращение к мировой общественности. На стороне Дмитриева выступило также руководство «Мемориала». Уже 17 декабря 2016 года по поручению правления международного общества «Мемориал» его председатель Арсений Рогинский обратился к прокурору Республики Карелия, в котором сообщил, что обвинения против Дмитриева представляются «совершенно неправдоподобными». На пикетах в Санкт-Петербурге 6 января 2017 года Дмитриев фигурировал уже как политзаключённый наравне с И. И. Дадиным. Дела Дмитриева и Чудновец похожи не только тем, что причиной их возбуждения стали изображения детей, которые следствие признаёт порнографическими, но и мощной общественной кампанией за освобождение обоих обвиняемых.

## Факты
- Одним из адвокатов Чудновец являлся Алексей Бушмаков[9], который выступал защитником по резонансному уголовному делу блогера Руслана Соколовского.
- Эксперт Алеся Аксенюк, которая признала порнографическими видеоролики, за которые осудили Чудновец, Безбородова и Куршеву, позднее проводила экспертизу касательно выставки в Москве фотографа Джока Стёрджеса «Без смущения»[8], где были показаны снимки обнажённых детей и подростков. На этих фотографиях Аксенюк порнографии не обнаружила[8];
- Заместитель Генерального прокурора России Леонид Коржинек, по кассационному представлению которого Верховный суд Российской Федерации отправил дело Чудновец на пересмотр, закончившийся её оправданием, ранее просил оправдать Ильдара Дадина в том же Верховном суде Российской Федерации[42]. Дадин тогда был оправдан[42].